# Sint-Antonius van Paduakerk (Waalwijk)
De Sint-Antonius van Paduakerk was een parochiekerk in de Noord-Brabantse plaats Waalwijk. De kerk was gelegen aan de Sint Antoniusstraat 84.

## Geschiedenis
In 1901 werd de parochie van Sint-Jan de Doper gesplitst; het gedeelte ten zuiden van de spoorlijn werd een nieuwe parochie. 
In 1902 werd een kerk in gebruik genomen, ontworpen door W.F. Bouwman. De kerk werd nog uitgebreid met een Sint-Antoniuskapel en in 1929 werd een nieuw priesterkoor aangebouwd.
Uiteindelijk werd deze kerk in 1971 gesloopt, nadat in 1962 een nieuwe kerk in gebruik was genomen.

## Gebouw
Het betrof een bakstenen gebouw in eclectische stijl met neoromaanse stijlelementen (rondbogige vensters). De voorgevel, gekroond met een Sint-Antoniusbeeld en een groot banier met de naam van de heilige, werd geflankeerd door twee ronde traptorentjes die elk een achtkante lantaarn met spits droegen.